# Падуя
Па́дуя (итал. Padova [ˈpaːdova], вен. Pàdova, реже Pàdoa, лат. Patavium, истор. нем. Esten) — город в итальянской области Венеция (Венето), административный центр одноимённой провинции.
Падуя расположена на восточной окраине Паданской равнины около 10 км к северу от Эвганейских холмов и около 20 км к западу от Венецианской лагуны. Городская территория занимает 92 км². Это равнина, через которую между реками Брента и Баккильоне проложено множество каналов. Каналы города были основой экономики средневековой Падуи, благодаря наличию большого количества мельниц, а также благодаря прямой доступности по воде к Венеции — путь по реке Брента занимал чуть более трёх часов. Система каналов Падуи защищает город от наводнений по сей день.
Покровителями города считаются Св. Антоний и евангелист Лука, святой апостол, чьи мощи находятся в падуанской базилике Св. Иустины. День города отмечается 13 июня.

## История
По данным археологии, первые поселения людей на данной территории появились примерно в XI—X веках до н. э.
В римскую эпоху Падуя называлась Патавий (Patavium) и была населена венетами. Традиция, связывающая основание Падуи с Антенором — принцем, спасшимся после разрушения Трои, восходит к «Энеиде» Вергилия:

Мог ведь герой Антенор, ускользнув из рук у ахейцев,

В бухты Иллирии, в глубь Либурнского царства проникнуть

И без вреда перейти бурливый Источник Тимава

Там, где, сквозь девять горл из глубин горы вырываясь,

Он попирает поля, многошумному морю подобен.

Там Антенор основал Патавий — убежище тевкров,

Имя племени дал и оружье Трои повесил.
— Энеида, I 242-248, Вергилия, перев. С. Ошерова.
В Средние века вера в эту легенду была столь сильна, что найденные в 1274 году останки мужчины со шпагой и золотыми монетами были идентифицированы падуанским поэтом Ловато Ловати как останки принца Антенора и перезахоронены в специально выстроенной для них эдикуле — т. н. гробнице Антенора.
Начиная с 226 года до н. э. город вступил в союз с Римом против Цизальпийской Галлии. Во II веке до н. э.  он был сделан муниципией и вскоре вырос в один из наиболее значительных городов Верхней Италии, став важным транспортным центром и разбогатев благодаря производству шерстяных изделий, шерсть для которых поставлялась с Альп. Падуя — место рождения Тита Ливия.
После падения Западной Римской империи Падуя попала во власть готов и была разрушена Тотилой. Нарсес восстановил город, который долгое время сопротивлялся лангобардам и был завоёван и сожжён королём Агилульфом в 610 году. В эпоху франков Падуя была провозглашена главным городом графства. В 1087 году император Генрих IV даровал городу привилегию. В XII веке Падуя получила муниципальное самоуправление, а в 1222 году был основан Падуанский университет.
Стоявшие во главе города подеста с конца XII века часто тиранически управляли городом (особенно известен Эццелино III да Романо, 1237—1256). В 1256 году Падуя завоевана гвельфами. В течение XIV века, исключая короткий промежуток 1329—1337 гг., когда город был подчинён роду Скала, во главе его стоял дом Каррара (итал. Carraresi), отстаивавший Падую от Генриха VII. Но могущество Каррара было сломлено Венецией. Франческо I Каррара, первоначально вступивший в союз со Сфорца против Венеции, впоследствии был схвачен миланцами, перешедшими на сторону Венеции, и умер в заточении. Его сына Франческо II и внуков венецианцы лишили владений в 1405 и казнили в 1406 году.
В 1405 году Падуя стала частью Венецианской республики, после чего утратила былую политическую важность, превратившись в главный образовательный (университетский) центр республики. В 1509 году в ходе так называемой войны Камбрейской лиги Падуя подверглась нападению, город был осаждён, но атаку удалось отразить. После этого городские стены были значительно укреплены и в этом виде сохранились до наших дней.

Падва — место гораздо велико, однако ж малолюдно, только наполняется приезжими людми, которые в Падву со всех стран приезжают для наук. Будучи в Падве, иноземцу, приезжему человеку, потребно жить остерегательно и в ночи поздно ходить одному из дому в дом не надобно для того, что в Падве от студентов бывает приезжим обида, а временем и убивство, однако ж с оружием ходят и поздно, кому есть какая потреба.— Путевой дневник П. А. Толстого (1697)
В 1797 году, когда Венецианская республика прекратила существование, французы заняли Падую и по Кампо-Формийскому миру передали её Габсбургам. По Пресбургскому миру (1805) Наполеон присоединил Падую к созданному им итальянскому королевству. По Первому Парижскому миру (1814) Падуя опять отошла к Австрии. В 1848 году в городе вспыхнуло восстание, подавленное австрийцами; университет был закрыт до 1850 года. По венскому миру 1866 года Падуя вместе с Венецией переданы вновь созданному Итальянскому королевству.
В 1893 году в честь города был назван астероид (363) Падуя.
В течение Первой мировой войны Падуя была важным местом расположения военных гарнизонов Италии.
Во время Второй мировой войны в Падуе было организовано партизанское движение против фашизма. В движении сопротивления участвовали студенты и преподаватели университета; впоследствии Падуанский университет был награждён золотой медалью за воинскую доблесть.
Послевоенные годы стали для Падуи периодом развития экономики и строительства. Она становится городом, где сильны рабочие организации. Но вместе с тем в ней действуют неофашистские организации, такие как «Новый порядок» и «Роза ветров» (итал. Ordine Nuovo, Rosa dei venti).

## Архитектура и живопись

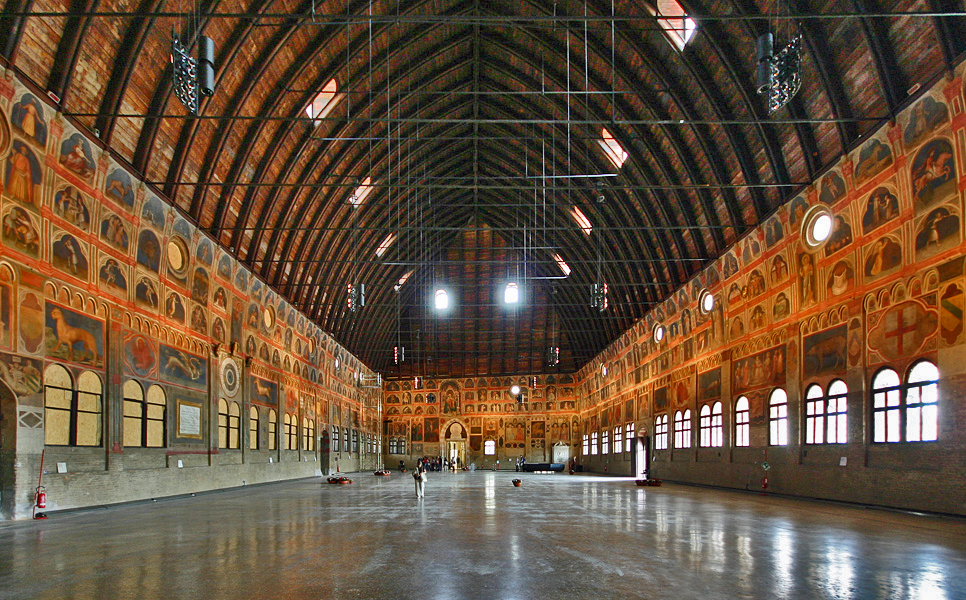
Зал палаццо делла Раджоне — одно самых больших помещений, созданных в средневековой Европе

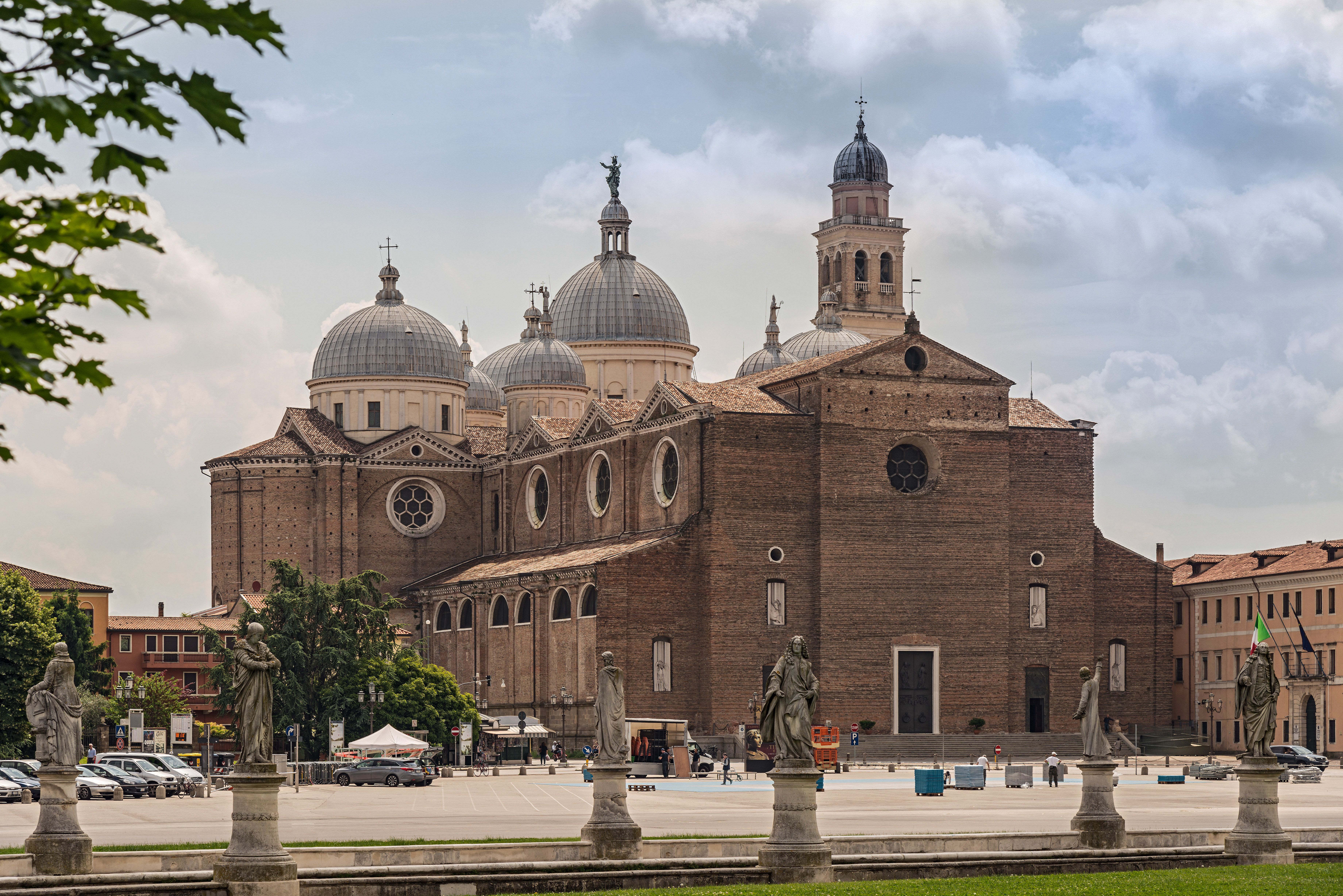
Прато-делла-Валле и базилика Св. Иустины

Исторический центр города окружён неплохо сохранившимися стенами XVI века, выстроенными кондотьером Бартоломео д’Альвиано взамен стен, разрушенных во время войны Камбрейской лиги. Частично сохранились стены и башни XIII века.
Центром города служат площадь Трав и пьяцца делла Фрутта, на которых издревле размещается падуанский рынок. Эти площади разделены палаццо делла Раджоне, первоначально служившим местом заседаний городского суда. Внутри палаццо размещается внушительных размеров зал, служивший местом городских собраний. Особый интерес представляют фрески XV века на астрологические сюжеты. К нему примыкает палаццо дель Муничипио (XVI век, значительно перестроен в 1904 году).
Расположенный по соседству кафедральный собор был начат в стиле Возрождения в 1551 году, однако строительные работы затянулись вплоть до 1754 года. Фасад остался незаконченным. При соборе имеется баптистерий XII века с фресками Джусто де Менабуои (1375—1376).
Среди площадей города следует выделить одну из самых больших площадей Европы Прато-делла-Валле, обустроенную по проекту Андреа Меммо 1775 года. Конфигурация площади эллиптическая, вокруг центральной части располагается канал с двойным кольцом статуй, изображающих знаменитых жителей Падуи. Первая статуя была установлена в 1775 году, последняя — в 1833 году. Согласно специально разработанным правилам, статуи не должны изображать людей ещё живущих, святых, все эти лица должны быть связаны с городом. Большей частью скульптуры изображают профессоров университета, деятелей искусств, полководцев и бывших правителей города. Всего их было 88, но при Наполеоне были разбиты шесть статуй, изображающих венецианских дожей. В настоящее время площадь используется как место для городского рынка, для проведения концертов и праздников. На площадь выходит базилика Св. Иустины, построенная по плану Риччо (1521—1532) с великолепным куполом в стиле Возрождения. Алтарь и хоры работы Паоло Веронезе.
Наиболее известным храмом города является церковь Святого Антония Падуанского с её многочисленными капеллами, выходящая на пьяцца-дель-Санто, где установлена медная конная статуя венецианского кондотьера Гаттамелаты работы Донателло (1453).
Храм представляет собой трёхнефную базилику длиной в 195 м с семью куполами, начатую в 1235 году; на фасаде — фреска Мантеньи; в левой части капеллы дель Санто — великолепное произведение эпохи Возрождения (1500—1533) с мраморными барельефами Антонио и Туллио Ломбардо и Сансовино; в алтаре бронзовый барельеф работы Донателло и знаменитый бронзовый канделябр Андреа Риччо (1507) высотой в 3,5 м; в капелле Сан Феличе (1372) — фрески Альтикьеро и Аванци. Здесь же находится Ораторий Святого Георгия (1377), украшенный фресками тех же художников, и знаменитый ораторий Скуола дель Санто 1460 года с 16 фресками Тициана и его учеников, изображающими легенду о св. Антонии.
Художественными произведениями знаменитых итальянских живописцев и скульпторов украшены и другие церкви Падуи: так, капелла Оветари церкви дельи Эремитани знаменита фресками Мантеньи 1448 года; капелла Скровеньи (1303) — фресками Джотто; ораторий церкви дель Кармине — фресками Тициана (пострадал во время бомбардировки 1944 года). В XV веке в городе сложилась своеобразная падуанская школа живописи, основателем которой считается Франческо Скварчоне, а наиболее яркими представителями Джорджо Скьявоне, Никколо Пиццоло и Марко Дзоппо. В 2021 году в Список Всемирного наследия ЮНЕСКО в Италии были внесены отдельным объектом четыре цикла фресок XIV века: Капелла Скровеньи и церковь Эремитани; Палаццо делла Раджоне, часовня дворца Карарези и баптистерий собора Падуи; Базилика и монастырь Святого Антония, Ораторий Святого Георгия; Ораторий Святого Михаила.
|                                            |                                                          |                                                            |                                            |                                                    |
| Фрески Джотто в капелле Скровеньи, 1303 г. | Фрески Альтикьеро и Аванци в капелле Сан Феличе, 1372 г. | Фрески Альтикьеро и Аванци в капелле Сан Джорджио, 1377 г. | Фрески Мантеньи в капелла Оветари, 1448 г. | Фрески Тициана и его учеников в Скуола дель Санто. |

В художественном отношении следует упомянуть следующие здания:
- лоджия дель Консильо, замечательное произведение раннего Ренессанса (1493—1526);
- палаццо Джустиниани (1524).

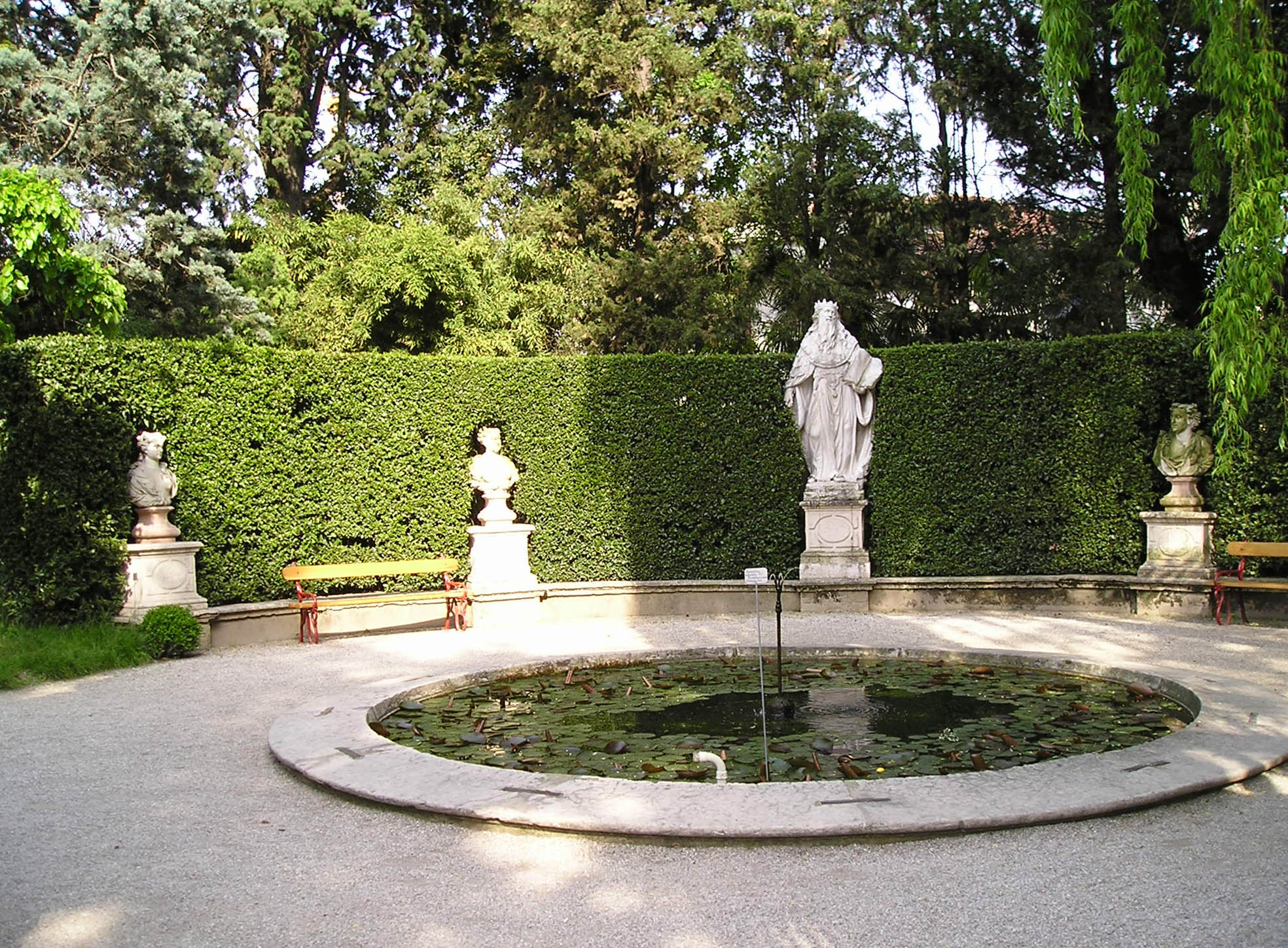
Ботанический сад Падуи

Исторический интерес представляют постройки, связанные с Падуанским университетом. В 1493 году факультеты университета, располагавшиеся в разных местах города, были переведены в одно здание — бывшую гостиницу «У вола» (Albergo del Bove). В 1552 году на её месте по проекту Андреа Морони (Andrea Moroni) было начато строительство нового здания, получившего название Палаццо дель Бо. В 1932—1934 годах к нему было пристроено новое крыло и возведена парадная лестница, ведущая в ректорат, по проекту Джо Понти.
Рядом с базиликой святого Антония расположен старейший в мире постоянно действующий Ботанический сад Падуи, учреждённый в 1545 году решением Венецианского Сената с целью выращивания лечебных трав для медицинского факультета Падуанского университета и занесённый в 1997 году как прототип всех ботанических садов в число памятников Всемирного наследия ЮНЕСКО.
В окрестностях Падуи расположено несколько вилл, ранее принадлежавших венецианским аристократам:
- Вилла Контарини, в посёлке Пьяццола-суль-Брента, строительство которой было начато в 1546 году Андреа Палладио и продолжалось несколько веков, является наиболее значимой.
- Вилла Молин, созданная Винченцо Скамоцци в 1597 году.
- Вилла Мандриола (XVII век), в Албиньясего (Albignasego).
- Вилла Паккьеротти-Триесте (XVII век), в Лимене.
- Вилла Читтаделла-Вигодардзере (XIX век), в Саонаре.
- Вилла Селватико да Порта (XV—XVIII века), в Вигонце (Vigonza).
- Вилла Лоредан, в Сант-Урбано.

## Религия

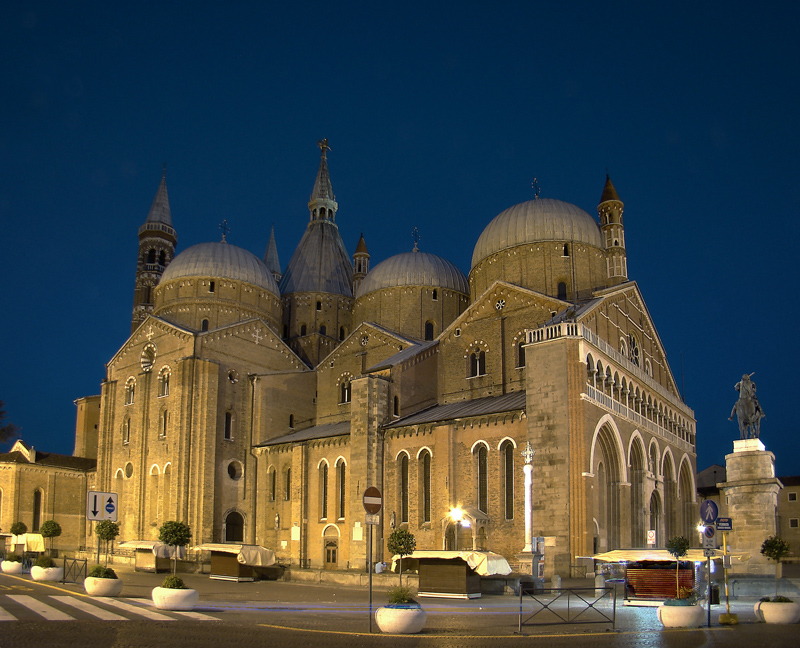
Базилика Святого Антония, слева — памятник Гаттамелате.

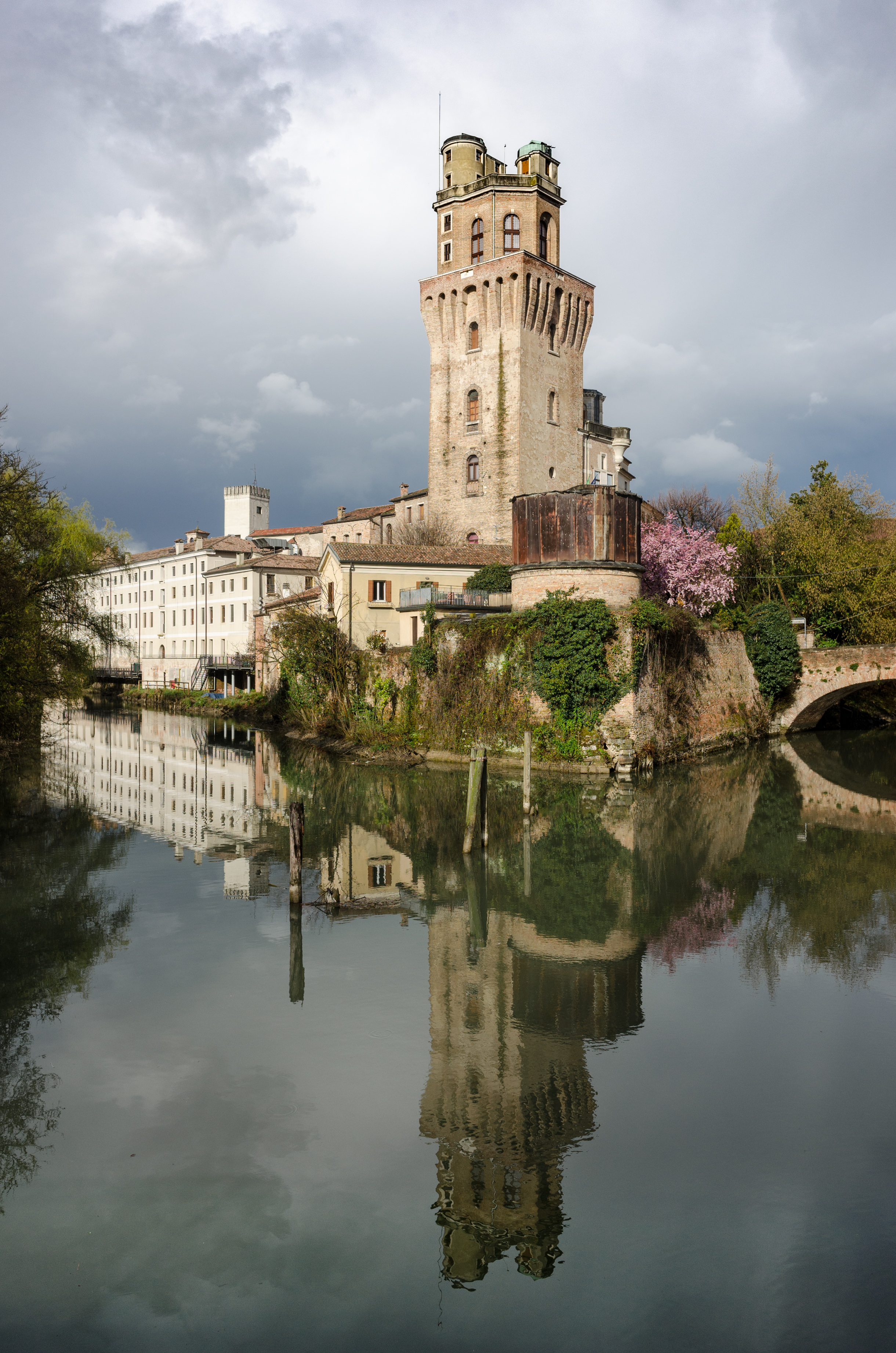
Башня XIV века, переоборудованная позднее в астрономическую обсерваторию университета

Базилика Святого Антония — главный центр почитания св. Антония Падуанского, крупнейшая по размерам и числу паломников церковь Падуи.
В Падуе, в базилике св. мученицы Иустины, почивают мощи св. апостола и евангелиста Луки.

## Экономика
Индустриальная зона Падуи была основана в 1946 году. Она занимает площадь около 10 км², на её территории находятся 1300 промышленных предприятий, где работает в общей сложности 50 000 человек.
Управляющая государственная организация, в ведении которой находится индустриальная зона, называется «Концерном индустриальной зоны» (итал. Il Consorzio Zona Industriale). Он был основан в 1956 году торговой палатой Падуи (итал. Camera di Commercio di Padova).

## Транспорт
С 2007 года в Падуе запущен недавно возникший вид городского транспорта — трамвай на шинах Падуи.

## Климат
Климат континентальный, с достаточно прохладной зимой и жарким летом. Повышенная влажность воздуха в осенне-зимний период способствует образованию туманов и приводит к тому, что лето довольно влажное и жаркое. Осадки распределены равномерно в течение года, летом могут быть грозы с градом. Средние температуры в зимний период от 0 до 7 °C, в летний от 16 до 27 °C. Средняя годовая влажность 72 %.
| Показатель                    | Янв. | Фев. | Март | Апр. | Май  | Июнь | Июль | Авг. | Сен. | Окт. | Нояб. | Дек. | Год   |
| ----------------------------- | ---- | ---- | ---- | ---- | ---- | ---- | ---- | ---- | ---- | ---- | ----- | ---- | ----- |
| Средний суточный максимум, °C | 5,7  | 8,8  | 13,1 | 17,5 | 22,4 | 26,0 | 28,4 | 27,9 | 24,5 | 18,8 | 11,5  | 6,5  | 17,6  |
| Средний суточный минимум, °C  | −1,4 | 0,5  | 3,5  | 7,4  | 11,6 | 15,3 | 17,5 | 16,9 | 13,8 | 8,8  | 3,7   | −0,4 | 8,1   |
| Норма осадков, мм             | 70,4 | 56,9 | 67   | 68,1 | 78,6 | 88   | 64,2 | 79,8 | 58,2 | 65,5 | 86,7  | 62,4 | 845,8 |
| Источник: meteoAM             |      |      |      |      |      |      |      |      |      |      |       |      |       |

## Города-побратимы
- Бостон (англ. Boston), Массачусетс, США
- Кальяри (англ. Cagliari), Италия
- Ханьдань, Китай
- Фрайбург (нем. Freiburg), Германия
- Нанси (фр. Nancy), Франция
- Симферополь, Россия/Украина[5] (2016)[6]
- Яссы, Румыния (1995)[7]